# Jhalak Dikhhla Jaa
Jhalak Dikhhla Jaa – adaptacja angielskiej wersji Strictly Come Dancing. Produkcją show była Sony Entertainment Television. Ukazało się 8 edycji programu.
Tańce w indyjskiej wersji Strictly Come Dancing (pol. Taniec z Gwiazdami) były bardziej żywiołowe niż jej siostrzane programy na całym świecie, ze względu na unikatowy w Indiach tradycji Bollywood.

## Edycje
W każdej edycji byli inni prowadzący i jury.

### 1 edycja

#### Prowadzący
- Archana Puran Singh
- Parmeet Sethi

#### Jury
- Farah Khan
- Sanjay Leela Bhansali
- Shilpa Shetty

#### Uczestnicy
| Gwiazda           | Tancerz   | Miejsce   |
| ----------------- | --------- | --------- |
| Mona Singh        | Toby      | ZWYCIĘZCY |
| Shweta Salve      | Loungines | 2 miejsce |
| Mahesh Manjrekar  | Sonia     | 3 miejsce |
| Ajay Jadeja       | Rhea      | 4 miejsce |
| Akashdeep Saighal | Bindi     | 5 miejsce |
| Sanjeev Kapoor    | Nicole    | 6 miejsce |
| Rati Agnihotri    | Feroz     | 7 miejsce |
| Pooja Bedi        | Hanif     | 8 miejsce |

### 2 edycja

#### Prowadzący
- Mona Singh
- Rohit Roy

#### Jury
- Urmila Matondkar
- Jeetendra
- Shiamak Davar

#### Uczestnicy
| Gwiazda            | Tancerz            | Miejsce    |
| ------------------ | ------------------ | ---------- |
| Prachi Desai       | Deepak Singh       | ZWYCIĘZCY  |
| Sandhya Mridul     | Javed Sanadi       | 2 miejsce  |
| Jay Bhanushali     | Bindi Khare        | 3 miejsce  |
| Mir Ranjan Negi    | Marischa Fernandes | 4 miejsce  |
| Sonali Kulkarni    | Toby Fernandes     | 5 miejsce  |
| Ronit Roy          | Nicole Alvares     | 6 miejsce  |
| Mika Singh         | Tanushree          | 7 miejsce  |
| Sudha Chandran     | Uma Shankar        | 8 miejsce  |
| Cyrus Broacha      | Rozita Rajput      | 9 miejsce  |
| Mini Mathur        | Hemu               | 10 miejsce |
| Tapur Chatterjee   | Feroz              | 11 miejsce |
| Aadesh Shrivastava | Tina Sachdev       | 12 miejsce |

### 3 edycja

#### Prowadzący
- Shweta Tiwari
- Rohit Roy
- Shiv Pandit (były prowadzący)

#### Jury
- Saroj Khan
- Vaibhavi Merchant
- Juhi Chawla

#### Uczestnicy
| Gwiazda            | Tancerz            | Miejsce    |
| ------------------ | ------------------ | ---------- |
| Baichung Bhutia    | Sonia Zaffer       | ZWYCIĘZCY  |
| Gauhar Khan        | Himanshu           | 2 miejsce  |
| Karan Singh Grover | Nicole Alvares     | 3 miejsce  |
| Hard Kaur          | Savio              | 4 miejsce  |
| Parul Chauhan      | Deepak Singh       | 5 miejsce  |
| Shilpa Shukla      | Nishant Bhatt      | 6 miejsce  |
| Monica Bedi        | Javed Sanadi       | 7 miejsce  |
| Ram Kapoor         | Marischa Fernandes | 8 miejsce  |
| Mohinder Amarnath  | Lilian Mendes      | 9 miejsce  |
| Anand Raj Anand    | Rozita Rajput      | 10 miejsce |
| Ugesh Sarkar       | Tina Sachedva      | 11 miejsce |
| Bhagyashree        | Toby Fernandes     | 12 miejsce |